# Plágia
Plágia är en ort i Grekland.   Den ligger i prefekturen Nomós Kilkís och regionen Mellersta Makedonien, i den norra delen av landet, 400 km norr om huvudstaden Aten. Plágia ligger 264 meter över havet och antalet invånare är 904.
Terrängen runt Plágia är kuperad åt sydväst, men åt nordost är den platt. Runt Plágia är det ganska glesbefolkat, med 38 invånare per kvadratkilometer. Närmaste större samhälle är Axioúpoli, 11,2 km söder om Plágia. 